# Neomargarodes polygonis
Neomargarodes polygonis är en insektsart som beskrevs av Jashenko 1997. Neomargarodes polygonis ingår i släktet Neomargarodes och familjen pärlsköldlöss.
Artens utbredningsområde är Kazakstan. Inga underarter finns listade i Catalogue of Life.